# Acutandra garnieri
Acutandra garnieri – gatunek chrząszcza z rodziny kózkowatych i podrodziny pędeli (Parandrinae).
Gatunek ten został opisany w 2012 roku przez Thierry'ego Bouyera, Alaina Drumonta i Antonia Santosa-Silvę, którzy jako miejsce typowe wskazali Ekok.
Kózka o ciele długości od 16,4 mm do 21,2 mm, niespłaszczonym grzbietobrzusznie. Ubarwiona ciemnobrązowo, z wierzchu prawie czarno. Wierzch głowy grubo, zwłaszcza koło wierzchołka żeberka ocznego, punktowany. Zewnętrza strona żuwaczek u nasady umiarkowanie prosta, nienabrzmiała. Obszar między nadustkiem a przegubami gładki, bez wgłębienia. Czułki o stosunkowo długich członach: jedenastym i trzecim. Pokrywy punktowane grubo i wyraźnie, a żeberka na nich dobrze zaznaczone. Spód odwłoka szagrynowany. Tylne golenie bez ząbków między zębem górnym a środkowym.
Chrząszcz afrotropikalny, znany wyłącznie z Kamerunu.